# Apollonios Rhodios
Apollonios Rhodios, född omkring 290 f.Kr. i Alexandria, död omkring 215 f.Kr. på Rhodos, var en grekisk episk skald och grammatiker.
Apollonios hamnade i ett fientligt förhållande till sin lärare Kallimachos på grund av meningsskiljaktigheter rörande vissa poetiska principfrågor, speciellt om återupplivandet av den större episka diktningen efter homeriskt mönster. Kallimachos ansåg att Homeros inte passade som förebild för den alexandrinska epokens poesi. Apollonios hade författat ett sådant arbete om Argonautfärden men han fick inget bifall och han ansåg att Kallimachos bar skulden för detta. Han lämnade Alexandria och begav sig till Rhodos där han mottogs av invånarna med stora utmärkelser, och han kallade sig därefter för Rhodios. Senare återvände han till Alexandria och fick då ett större erkännande för sin i ny bearbetning framlagda dikt Argonautika. Argonautika skildrar i fyra böcker den berömda historien om Jasons sökande efter det gyllene skinnet. Berömd är tredje boken, främst för den psykologiskt lysande skildringen av den trollkunniga Medeas samvetskval kring om hon skall hjälpa Jason och svika sin far. Verkets stora geografiska lärdom och något omständliga form har gjort att det aldrig riktigt fått klassikerstatus. År 2005 översattes verket till svenska av Ingvar Björkeson.